# راکوف (ناحیه پرروف)
راکوف (به چکی: Rakov) یک منطقهٔ مسکونی در جمهوری چک است که در ناحیه پرروف واقع شده‌است. راکوف ۴٫۹۵ کیلومتر مربع مساحت و ۳۸۲ نفر جمعیت دارد و ۳۲۵ متر بالاتر از سطح دریا واقع شده‌است.